# Hemieuxoa sherpa
Hemieuxoa sherpa är en fjärilsart som beskrevs av Márton Hreblay och Ronkay. Hemieuxoa sherpa ingår i släktet Hemieuxoa och familjen nattflyn. Inga underarter finns listade i Catalogue of Life.